# Marlene Forte

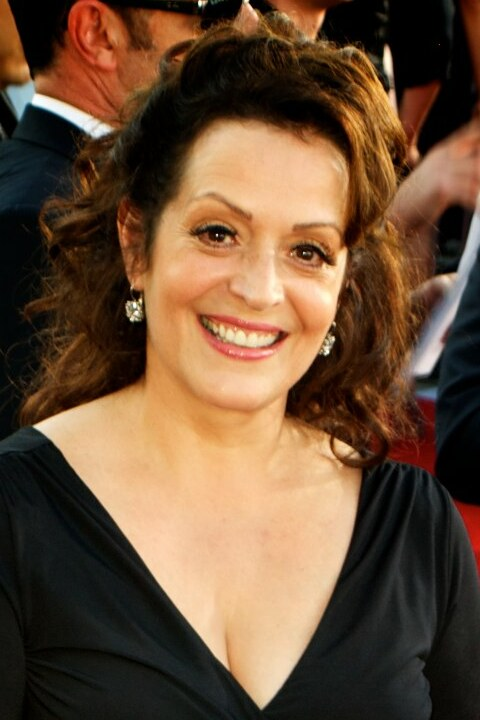
Marlene Forte beim ALMA Award (2012)

Ana Marlene Forte Machado (* 5. Juli 1961 in Havanna) ist eine kubanisch-US-amerikanische Schauspielerin, die für die Rolle der Carmen Ramos aus der Serie Dallas bekannt ist.

## Leben
Marlene Forte wurde in der kubanischen Hauptstadt Havanna geboren. Etwa seit Mitte der 1990er Jahre tritt sie vor allem in Independent-Filmen auf. 2008 erhielt sie eine Nominierung für den Imagen Foundation Award für ihre Darstellung in dem Film Little Girl Lost: The Delimar Vera Story. In der Folge spielte Forte wiederkehrende Rollen in Fernsehserien wie Crossing Jordan – Pathologin mit Profil, House of Payne und The Secret Life of the American Teenager. Gastauftritte erfolgten in Serien wie Für alle Fälle Amy, CSI: Miami, Bones – Die Knochenjägerin, Lost, Criminal Minds, Castle und The Mentalist.
Forte war darüber hinaus u. a. auch in Echte Frauen haben Kurven und in Star Trek zu sehen.
Von 2012 bis 2014 übernahm Forte die Rolle der Carmen Ramos in der Serie Dallas vom Sender TNT Serie. Nach diesem Engagement übernahm sie 2015 erneut eine wiederkehrende Rolle, nämlich in The Fosters. 2019 spielte sie eine Nebenrolle in Rian Johnsons Kriminalfilm Knives Out – Mord ist Familiensache.

## Filmografie (Auswahl)
- 1991: Bronx War
- 1996: New York Undercover (Fernsehserie, Episode 3x04)
- 1998: Mob Queen
- 2000: Für alle Fälle Amy (Judging Amy, Fernsehserie, Episode 1x13)
- 2000: The Love Machine
- 2001: Walker, Texas Ranger (Fernsehserie, Episode 9x11)
- 2001: What’s Up, Dad? (Fernsehserie, zwei Episoden)
- 2001: Crossing Jordan – Pathologin mit Profil (Crossing Jordan, Fernsehserie, fünf Episoden)
- 2002: Echte Frauen haben Kurven (Real Women Have Curves)
- 2003: Nip/Tuck – Schönheit hat ihren Preis (Nip/Tuck, Fernsehserie, Episode 1x01)
- 2004: CSI: Miami (Fernsehserie, Episode 3x02)
- 2005: Shooting Vegetarians
- 2005: Bones – Die Knochenjägerin (Bones, Fernsehserie, Episode 1x03)
- 2006: The West Wing – Im Zentrum der Macht (The West Wing, Fernsehserie, Episode 7x20)
- 2006: The Unit – Eine Frage der Ehre (The Unit, Fernsehserie, Episode 2x07)
- 2006–2007: Jericho – Der Anschlag (Jericho, Fernsehserie, zwei Episoden)
- 2007: Day Break (Fernsehserie, drei Episoden)
- 2007: Lost (Fernsehserie, Episode 3x13)
- 2007: Emergency Room – Die Notaufnahme (ER, Fernsehserie, Episode 14x01)
- 2008: Little Girl Lost: The Delimar Vera Story (Fernsehfilm)
- 2008–2009: House of Payne (Fernsehserie, sieben Episoden)
- 2009: Star Trek
- 2010: Criminal Minds (Fernsehserie, Episode 5x19)
- 2010: Community (Fernsehserie, Episode 1x24)
- 2011: Castle (Fernsehserie, Episode 3x15)
- 2011: The Mentalist (Fernsehserie, Episode 3x22)
- 2011: Nie mehr ohne dich (My Last Day Without You)
- 2011–2013: Caribe Road (Fernsehserie, acht Episoden)
- 2012–2013: The Secret Life of the American Teenager (Fernsehserie, vier Episoden)
- 2012–2014: Dallas (Fernsehserie, 19 Episoden)
- 2013: Ghost Movie
- 2013: Major Crimes (Fernsehserie, Episode 2x08)
- 2014: The Single Moms Club
- 2015: Code Black (Fernsehserie, Episode 1x02)
- 2015: I Am Gangster
- 2015–2017: The Fosters (Fernsehserie, sieben Episoden)
- 2016: Navy CIS: New Orleans (Fernsehserie, Episode 2x13)
- 2016: Fear the Walking Dead (Fernsehserie, drei Episoden)
- 2017: A.P.B. (Fernsehserie, vier Episoden)
- 2017–2018: Marvel’s Runaways (Fernsehserie, drei Episoden)
- 2017–2020: Superstore (Fernsehserie, drei Episoden)
- 2018: Altered Carbon – Das Unsterblichkeitsprogramm (Altered Carbon, Fernsehserie, sechs Episoden)
- 2018: Shooter (Fernsehserie, zwei Episoden)
- 2018: Mayans M.C. (Fernsehserie, Episode 1x07)
- 2019: Knives Out – Mord ist Familiensache (Knives Out)
- 2020: Die Conners (The Conners, Fernsehserie, Episode 2x16)
- 2020: Out of Play: Der Weg zurück (The Way Back)
- 2021: Grey’s Anatomy (Fernsehserie, zwei Episoden)
- 2021: Night Teeth
- 2022: 9 Bullets
- 2022–2023: The Lincoln Lawyer (Fernsehserie, acht Episoden)
- 2023: The Rookie (Fernsehserie, drei Episoden)